# Saint-Denis-de-Méré
Saint-Denis-de-Méré – miejscowość i gmina we Francji, w regionie Normandia, w departamencie Calvados.
Według danych na rok 1990 gminę zamieszkiwało 835 osób, a gęstość zaludnienia wynosiła 73 osoby/km² (wśród 1815 gmin Dolnej Normandii Saint-Denis-de-Méré plasuje się na 272. miejscu pod względem liczby ludności, natomiast pod względem powierzchni na miejscu 422.).